# Sainte-Gemme (Deux-Sèvres)
Sainte-Gemme ist eine französische Gemeinde mit 407 Einwohnern (Stand: 1. Januar 2022) im Département Deux-Sèvres in der Region Nouvelle-Aquitaine (vor 2016: Poitou-Charentes). Sie gehört zum Arrondissement Bressuire und zum Kanton Le Val de Thouet. 

## Lage
Sainte-Gemme liegt etwa 16 Kilometer ostnordöstlich von Bressuire. Umgeben wird Sainte-Gemme von den Nachbargemeinden Luché-Thouarsais im Westen und Norden, Saint-Varent im Osten, Pierrefitte im Süden sowie Geay im Südwesten.

## Bevölkerungsentwicklung
| Jahr                       | 1962 | 1968 | 1975 | 1982 | 1990 | 1999 | 2006 | 2019 |
| Einwohner                  | 320  | 325  | 327  | 333  | 317  | 315  | 362  | 400  |
| Quellen: Cassini und INSEE |      |      |      |      |      |      |      |      |

## Sehenswürdigkeiten
- Kirche Sainte-Gemme
- Kirche Saint-Guillaume
- ehemalige Windmühle (moulin de la butte)

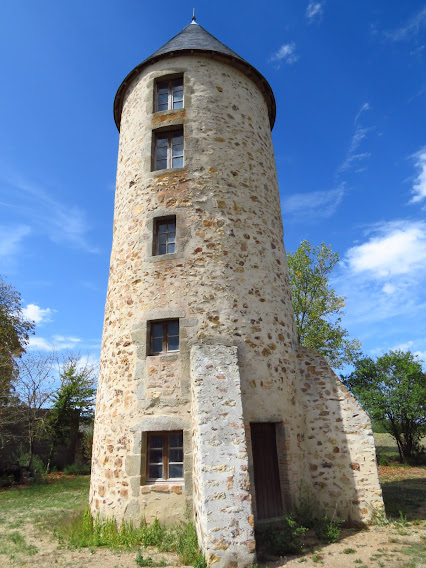
Ehemalige Windmühle